# Centrolene condor
Centrolene condor är en groddjursart som beskrevs av Diego F. Cisneros-Heredia och Morales-Mite 2008. Centrolene condor ingår i släktet Centrolene och familjen glasgrodor. IUCN kategoriserar arten globalt som otillräckligt studerad. Inga underarter finns listade i Catalogue of Life.